# جمال سجاتي
جمال سجاتي  (مواليد 3 مايو 1999) رياضي جزائري متخصص في سباق 800 متر. اقتطع جمال سجاتي تأشيرة التأهل لأولمبياد باريس 2024 والذي تمكن من خلاله من تحقيق الميدالية البرونزية.

## المشاركة في الألعاب الأولمبية الصيفية 2020
تعرّض جمال سجاتي مع زميله بلال تابتي للإصابة بِفيروس كورونا، بعد وصولهما إلى طوكيو للمشاركة في الألعاب الأولمبية، وبعد خضوعهما لِفحصَين طبّيَين ، قرّر المُنظّمون إخضاع تابتي وسجاتي للحجر الصحّي، فيما سيصدر القرار النهائي بِمشاركه في الألعاب بعد فحص طبي ثالث يُجرى فيما بعد.

## سجل المنافسة
```
ألعاب البحر الأبيض المتوسط 
   ميدالية ذهبية في سباق 800 متر 
```

```
 بطولة العالم لألعاب القوى أوريغون 2022 
  ميدالية فضية في سباق 800 متر
```

## روابط خارجية
- جمال سجاتي على موقع الاتحاد الدولي لألعاب القوى (الإنجليزية)
- جمال سجاتي على موقع اللجنة الأولمبية الدولية (الإنجليزية)